# Nayagarh (Distrikt)
Der Distrikt Nayagarh (Oriya ନୟାଗଡ଼ ଜିଲ୍ଲା Naẏāgaṛa Jillā) befindet sich im indischen Bundesstaat Odisha.
Verwaltungssitz ist die namensgebende Stadt Nayagarh.
Der Distrikt entstand 1995 aus Teilen des Distrikts Puri.

## Lage
Der Distrikt erstreckt sich über eine Fläche von 3890 km². Er befindet sich in den Ostghats südlich des Unterlaufs der Mahanadi etwa 70 km westlich von Bhubaneswar, der Hauptstadt von Odisha.

## Einwohner
Beim Zensus 2011 betrug die Einwohnerzahl 962.789. Das Geschlechterverhältnis lag bei 915 Frauen auf 1000 Männer.
Die Alphabetisierungsrate belief sich auf 80,42 % (88,16 % bei Männern, 72,05 % bei Frauen).
99,27 % der Bevölkerung bekennen sich zum Hinduismus.

## Verwaltungsgliederung
Der Distrikt besteht aus einer Sub-Division: Nayagarh.
Zur Dezentralisierung der Verwaltung ist der Distrikt in 8 Blöcke unterteilt:
- Bhapur
- Daspalla
- Gania
- Khandapara
- Nayagarh
- Nuagaon
- Odagaon
- Ranpur

Des Weiteren gibt es 8 Tahasils:
- Bhapur
- Daspalla
- Gania
- Khandapara
- Nayagarh
- Nuagaon
- Odagaon
- Ranpur

Im Distrikt befinden sich folgende ULBs: die vier Notified Area Councils (NAC) Daspalla, Khandapara, Nayagarh und Ranpur. Außerdem sind 179 Gram Panchayats im Distrikt vorhanden.